# 金瓜石線
金瓜石線（きんかせきせん）はかつて台湾基隆市中正区の八尺門と台北県瑞芳鎮（現・新北市瑞芳区）の水湳洞を結んでいた台湾金属鉱業の軽便鉄道路線（廃線）。別名「水八線」（すいはちせん）とも。日本統治時代に日本鉱業（日本礦業。JX金属を経てジャパンエナジーの前身）が開通させた鉱山鉄道の後身であり、その後の台湾鉄路管理局（台鉄）深澳線の前身でもある。

## 沿革

### 戦前
台北州基隆郡瑞芳庄の水南洞（現・新北市瑞芳区水湳洞）から焿子寮、深澳、八斗子を経由し、基隆市の八尺門（通称：水八線）を結び、金瓜石で産出された鉱物資源を八尺門の埠頭に運搬、日本へ輸出するべく建設され、軌間2フィート6インチ（762mm）の軽便鉄道（現地での通称は五分車、五分仔車）を開通させた。当初は八尺門周辺住民の反対により実現せず、八尺門に造船所（戦後の阿根納造船廠）が建造されるようになった1919年以降に建設の機運が高まった。
1933年（昭和8年）、日本鉱業が金瓜石鉱区を買収し、既に開通していた金瓜石鉱山株式会社による鉱山軽便鉄道2.2kmの延伸に着手、1934年に5.3kmとなった。1935年基隆八尺門まで全長12.27kmが延伸開業した。
日鉱が設立した台湾鉱業株式会社による運営で、貨物輸送だけではなく1944年からは旅客輸送も行っていた。八斗子駅は現在の位置ではなく、沙子園地区の北寧路と調和街交差点付近に位置していた(p80)。

### 戦後
第二次世界大戦後は1948年から金銅鉱務局が、1955年から鉱務局が改組した台湾金属鉱業公司が引き継いだ。
深澳火力発電所が建設されると、燃料となる石炭輸送のために八斗子から深奥の間が軌間1,067mmの狭軌路線で（深澳線）併設されることになり、瑞芳で宜蘭線との連絡が実現した。深澳線開通からまもなく、採算の悪化した台金公司は八斗子と八尺門間は廃止された八斗子と水南洞の間は台鉄に完全に移管された。跡地は台湾省道濱海公路（台2線）や、国立台湾海洋大学校内道路、台湾中油のタンク内道路や巷道に転用された。深澳線の海科館駅以東は金瓜石線とほぼ重複している。
- 1961年4月8日 - 台鉄深澳線の瑞芳と深澳間が開業[7](p139)。
- 1962年8月25日 - 台金公司による金瓜石線営業終了[7](p139)、26日廃止。

### 廃止後
- 1965年10月12日 - 台金公司と台鉄が深澳と水湳洞間の改軌、移管に合意[7](p139)。
- 1967年10月31日 - 台鉄深澳線全線開業[7](p140)

基隆市内には当時のトンネルの遺構が残っている(p48)。2000年代に基隆駅と深澳線海科館駅を結ぶ基隆軽軌の一路線として復活する構想が浮上したが、縦貫線を活用したトラムトレインで台北市との連絡を重視したため立ち消えとなっている。